# Audi Prologue
Audi Prologue — концептуальный люксовый спортивный автомобиль немецкого автопроизводителя Audi AG. Дизайнерское решение Audi Prologue Concept было реализовано в Audi A8 2018 года.

## Prologue Coupé
Audi Prologue Coupé был представлен на Автосалоне в Лос-Анджелесе 2014 года.
Двигатель 4.0 л. V8 TFSI 605 л. с. разгон от 0 до 100 км/ч. 3.7 секунды. Вес: 1 980 кг.

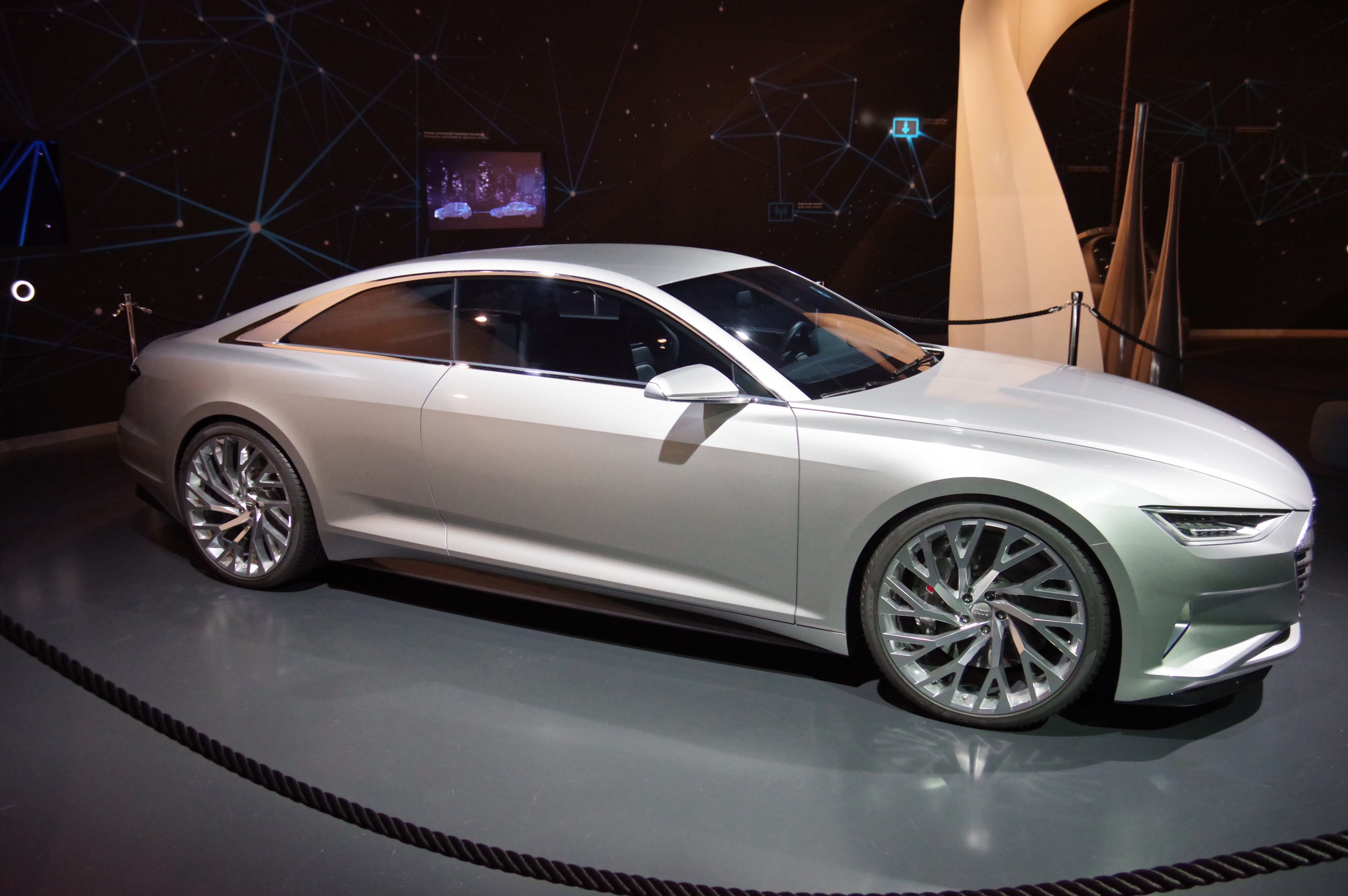
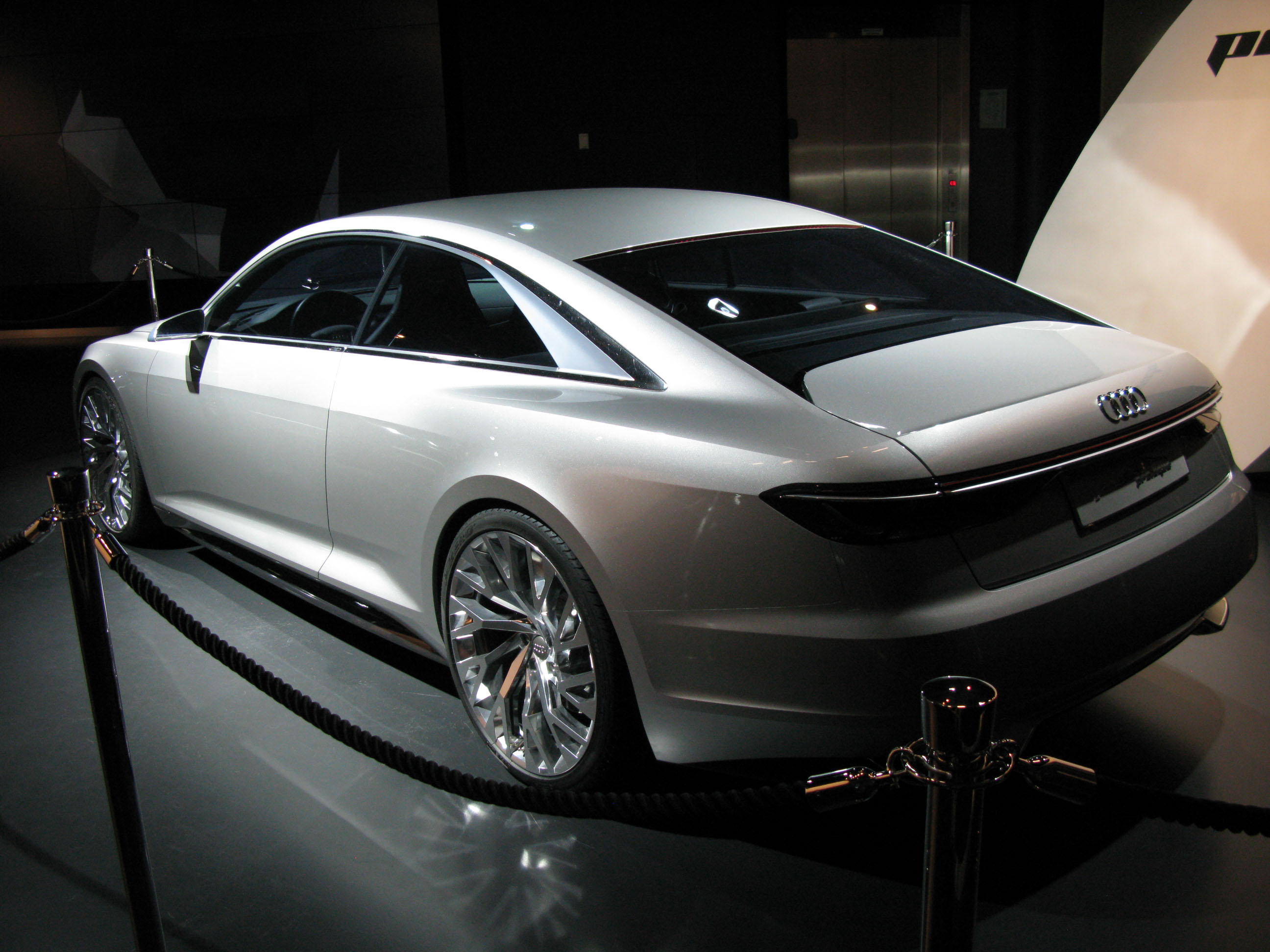

## Prologue Avant
Audi Prologue Avant, разработанный дизайнером Марком Лихте, был представлен на Женевском автосалоне 2015 года.
Гибридный двигатель 3.0 л. V6 TDI + e-tron 450 л. с. разгон от 0 до 100 км/ч. 5.1 секунды. Автомобиль оснащён оптикой Matrix и гексагональной радиаторной решёткой.

## Prologue Allroad
Audi Prologue Allroad был представлен на автосалоне в Шанхае 2015 года. Вседорожная версия серии «Allroad» с возможностью изменения дорожного просвета.
Гибридный двигатель 4.0 л. V8 TFSI + e-tron 725 л. с. разгон от 0 до 100 км/ч. 3.5 секунды. Характерными чертами внешности Audi Prologue Allroad стали матричные лазерные фары головного света, удлиненный капот, низкая покатая крыша и плоские задние стойки кузова.

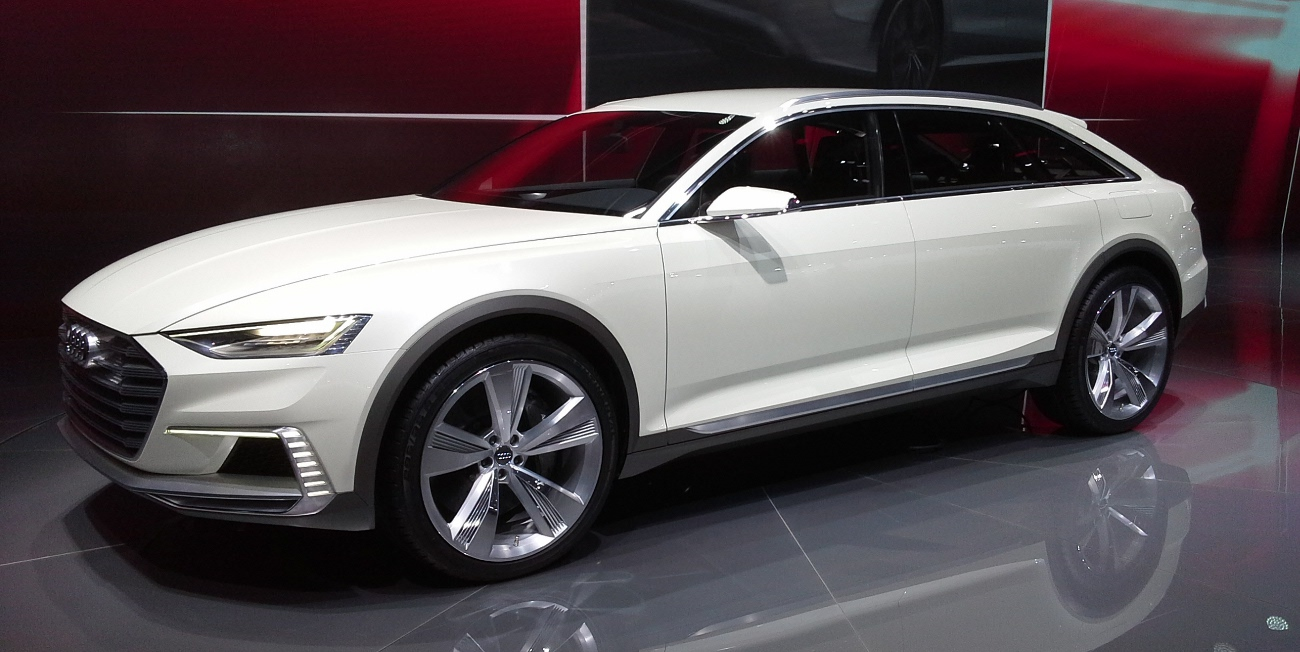
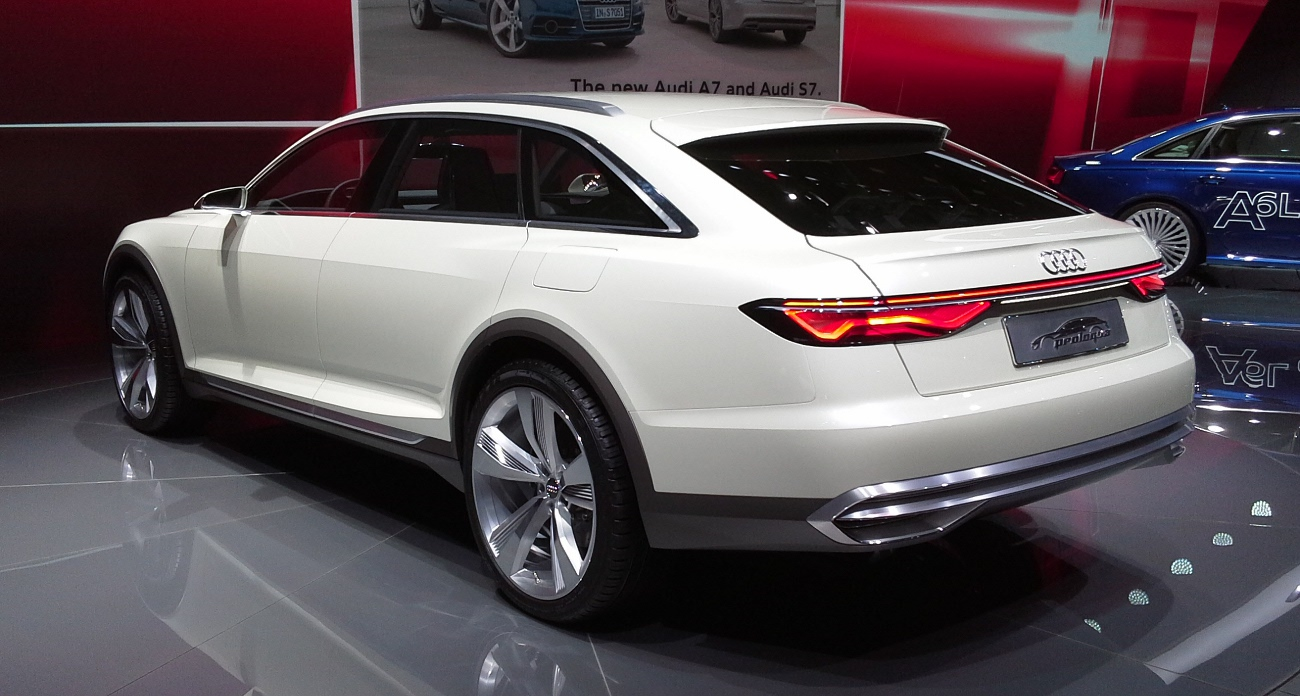